# Adoretosoma fulviventre
Adoretosoma fulviventre är en skalbaggsart som beskrevs av Blanchard 1851. Adoretosoma fulviventre ingår i släktet Adoretosoma och familjen Rutelidae. Inga underarter finns listade i Catalogue of Life.